# Urartu királyainak listája
Az i. e. 9. században a Van-tó környékén, a mai Örményország területén élő hegyi törzseket (többségükben hurri népek) erős királyság fogta össze, a többnyire asszíroktól függő Urartu. Fénykorát az i. e. 8. században élte, s ekkor valószínűleg többször legyőzte az asszír uralkodókat. I. e. 620 körül pusztították el a szkíták.
A lista minden uralkodójának uralkodási ideje körülbelül értendő.

| uralkodó      | uralkodott                       | megjegyzés                                                                |
| ------------- | -------------------------------- | ------------------------------------------------------------------------- |
| Arame         | i. e. 858 – i. e. 844            | III. Sulmánu-asarídu vazallusa                                            |
| Lutipri       | i. e. 844 – 834(?)               | Szarduri apja.                                                            |
| I. Szarduri   | i. e. 834(844?) – i. e. 828      | Lutipri fia, az urartui fejedelemségek egységesítője.                     |
| Ispuini       | i. e. 828 – i. e. 810            | I. Szarduri fia                                                           |
| Menua         | i. e. 810 – i. e. 785            | Ispuini fia. Nagy hódítások az Eufrátesz vidékén.                         |
| I. Argisti    | i. e. 785 – i. e. 763            | A legnagyobb kiterjedésű Urartu.                                          |
| II. Szarduri  | i. e. 764 – i. e. 735            | I. Argisti fia. Nyugat-délnyugati terjeszkedés.                           |
| I. Rusza      | i. e. 735 – i. e. 713            | Kimmer fenyegetés.                                                        |
| II. Argisti   | i. e. 713(? 708?) – i. e. 680(?) | I. Rusza fia, „hosszú béke” Asszíriával, kiújuló kimmer veszély           |
| II. Rusza     | i. e. 680(?) – i. e. 639(?)      | II. Argisti fia, kimmer szövetség, átmeneti erősödés, nyugati hadjáratok. |
| Ursza         | i. e. 652 körül                  | Ismeretlen személy, néhány említéssel.                                    |
| Istár-duri    | i. e. 643 körül                  | Ismeretlen személy, néhány említéssel.                                    |
| III. Szarduri | i. e. 639(?) – i. e. 635         | II. Rusza fia, szkíta fenyegetés, névleges asszír fennhatóság.            |
| Erimena       | i. e. 635 – i. e. 629            | II. Rusza fia                                                             |
| III. Rusza    | i. e. 629 – i. e. 615            | Erimena fia                                                               |
| IV. Szarduri  | i. e. 615 – i. e. 598            | III. Rusza vagy III. Szarduri fia                                         |
| IV. Rusza     | i. e. 598 – i. e. 590            | III. Rusza fia                                                            |

Az Urartu bukását közvetlenül megelőző néhány évtized kronológiája és a személyek teljesen bizonytalanok. Ursza talán csak a Rusza név asszír félrehallása, ez esetben II. Ruszával azonos. Hasonlóképpen az Istár-duri a Szarduri asszír változata lehet, így III. Szarduriról van szó. További problémák vannak III. és IV. Rusza körül, akikről gyakorlatilag csak annyit tudni, hogy egyiküknek Rusza, másikuknak Erimena volt az apja. IV. Szarduri különösen problémás, mivel Teisebai URU erődjében egy felirat szerint egy Szarduri fia Szarduri is uralkodott, akiről semmilyen más adat nincs. Talán ő egy V. Szarduri, de lehetséges, hogy azonos IV. Szardurival.